# Джамбійський султанат
Джамбійський султанат (كسلطانن جمبي, малай. Kesultanan Jambi) — держава на о.Суматра зі столицею в Джамбі, що виникла після занепаду Малаккського султанату.

## Історія
На території майбутнього султаната вже існувала держава Джамбі, яка була однією кадатуаною (містом-державою) Суматри. Разом з Малаєю і Палембангом вважалася однією з найпотужніших князівств або вождіств острова. На чолі стояв дату. Втім про історію цієї держави обмаль відомостей. Знано лише про торговельні та культурні контакти Джамбі з китайською імперією Тан. Припускають, що зазнало впливу культури Паллавів з Індостану. У 683 році її було підкорено Шривіджаєю, ставши важливою частиною цієї імперії.
У XIII ст. ця територія потрапила під вплив яванської держави Маджапагіт. Згодом було частиною держави Палембанг. На початку XV ст. опинилося під зверхністю Малаккського султанату. З захоплення у 1511 році Малакки португальцями відбувся розпад останнього, внаслідок чого в Джамбі утворився невеличкий султанат. який почав збільшуватися, оскільки нащадок Малаккського султанату — Джохорський султанат поринув у тривалу війну з Португалією. У відносинах з останньою султани спочатку маневрували, оскільки не бажали відкритої війни з огляду на вимушене протистояння султанату Демак з Яви. Занепад останнього у 1568 році поліпшило становище Джамбі. З 1640 року Джамбі починає посилювати контакти з Голландською Ост-Індійською компанією.
Наприкінці XVI ст. Джамбі відкрито вступив у протистояння з султанатом Джохор. Дві держави планували укласти союз шляхом династичного шлюбу між спадкоємцем Джохора — Раджею Мудою — та донькою султана Джамбі. Однак той одружився з донькою джохорського лаксамана (адмірала) Абдул Джаміля, і союз розпався. У 1666 році між Джамбі і Джохором почалася 13-річна війна. 1673 року вдалося захопити ворожу столицю — Бату Савар. Але у 1677 році на бік Джохору перейшли бугіси, внаслідок чого султанат Джамбі зазнав тяжкої поразки.
Це погіршило внутрішню і зовнішню ситуацію, оскільки за вплив на нього стали боротися Аюттхзая і Голландська Ост-Індійська компанія, в якій 1682 року остання вийшла переможницею. 1687 року відбулося перше втручання голландців у справи султаннату — поставлено більш примирливого до європейців К'яй Ґеде Гіліра. 1690 року в Джамбі відбулися заворушення та повалення султана К'яй Ґеде Гіліра, який зміг повернути трон за допомоги голландців. В наступні роки ті неодноразово приходили на допомогу.
1717 року султан Абдул-Рахман I надав право голландцям розмістити факторію (потім й фортецю) в Муара Компесі. Через нього султанат став здійснювати торгівлю. Поступово відбувається посилення впливу Голландської Ост-Індської компанії. Відступ голландців й контроль британців у 1805 році, а потім повернення голландців у 1816 році негативно позначилися на внутрішній стабільності. 1800 року почалася боротьба за трон, наслідком чого стало посилення місцевих феодалів (суку), які набули чималої ваги у порівнянні з владою султана. У 1817—1818 роках здійснювалися спроби їх приборкати.
1833 року султан Фазаруддін попросив голландців про допомогу в протистоянні піратами, які заполонили узбережжя його держави. Натомість надав союзникам права на вільну торгівлю й монополію на сіль. Це поставило султанат в значну залежність.
1852 року встановлюються контакти з представниками США, що викликало занепокоєння голландської адміністрації. 1857 року султана Таха Сафіуддін звернувся до османського султана і халіфа Абдул-Меджида I щодо встановлення зверхності останнього (яка звичайно була би номінальною, але захистила від європейських зазіхань). Втім не досяг успіху. Його спроба 1858 року скасувати монополію на сіль призвела до повалення голландцями. Останні поставили на трон стрийка попередника — Ахмада Назаруддіна. Новий договір зробив султана васалом Нідерландів, заборонивши тому проводити власну зовнішню політику, поширивши голландську юрисдикцію на китайських і арабських іммігрантів у султанаті, а також пропагуючи обов'язкову вакцинацію проти віспи.
1860 голландський політичний агент постійно проживав при дворі султанів. У 1868, 1878 і 1881 роках колишній султан Таха Сафіуддін намагався повернути трон, що приводило до нових вторгнень голландців. Наслідком цього стало поступове зменшення влади султана й посилення ваги колоніальної адміністрації. У 1883 році конфлікт султана Мухаммеда Фахрауддіна з султанатом Палембанг, васалом голландців, останні використали для розширення контролю над Джамбі. У 1885—1886, 1888 та 1895 роках відбулися заворушення та повстання, які були придушенні голландцями, які остаточно позбавили султана Ахмада Зайнуддіна будь-якої влади. 1899 року останнього було змушено зректися влади, що призвело до широкого повстання, яке активно підтримав Таха Сафіуддін. Загибель останнього 1904 року не призвело до послаблення боротьби місцевого населення, яка тривала до 1907 року. В 1906 році голландці офіційно анексували султанат Джамбі. Представників правлячої династії було вислано з території колишнього султанату.

## Територія
Охоплювала 50 тис. км². Сусідами були султанати султанатами Індрагірі й Палембанг, кадатуаною Бенгкулу. Уздовж західного кордону була гірська місцевість з найвищою горою Суматри — Корінджі (3805 м).

## Устрій
Султан мав повноту влади. Він також наділяв посадами і земельними «феодами» своїх родичів, вищу знать та військовиків. Останній з часом перетворилися на суку (напівнезалежних феодалів, князів). Разом з тим активно залучалася іноземна знать. Важливу роль відігравало ісламське духовенство. Особливе місце займали багаті торгівці.

## Економіка
Доступ султанату до природних ресурсів, а також його стратегічне розташування, зокрема близькість до Малаккської протоки, дозволили йому процвітати та брати участь у міжнародній торгівлі — спочатку з португальцями, потім Англійською і Голландською Ост-Індськими компаніями. Здійснювалася торгівля також з султанатом Гова на Сулавесі, султанатами Яви, сусідніми державами Суматри. У 1616 році порт-столиця Джамбі був другий за важливістю після Ачеху. З 1679 року починається торговельний занепад внаслідок поразки від султанату Джохор.
З XVI ст до кінця XVIII—початку XIX ст. важливе місце займав перець. Водночас значне місце обіймала работоргівля, яка здійснювалася насамперед з сусідами на Суматрі, Яві та Малаккському півострові. Широко було поширено вирощування рису, лісозаготівля, добування корисних копалень, риболовля.

## Релігія
Спочатку в ісламу була навернута знать, торгівці й представники династії. Протягом усієї історії відбувалася ісламізація населення, які тривалий час сповідували анімізм, або різні форми індуїзму. Також були присутні китайські колоністи (торгівці й ремісники), що сповідували буддизм.